# Општина Колци (Бузау)
Колци (рум. Colţi) општина је у Румунији у округу Бузау.
Oпштина се налази на надморској висини од 565 m.